# Zona Franca de Colón
A Zona Franca de Colón se encontra localizada na costa atlântica de Panamá na província de Colón, dentro das ruas da cidade de Colón, capital da província de mesmo nome. Ali se vendem artigos de todas as classes, ao por maior e livre de impostos de importação e exportação.
Foi criada pelo Decreto-lei No. 18 de 17 de junho de 1948 como instituição autônoma do Estado panamenho, como uma área para explorar as vantagens competitivas do país como centro de trânsito do comércio mundial. Nela operam cerca de 2.000 companhias.
As principais importações provêm de Hong Kong, Japão e dos Estados Unidos com destino a países da América do sul, América central e o Caribe.
O setor bancário é de grande importância.

## Geografia
Com 240 hectares (2.4 km) de extensão, a zona livre de Colón é a zona franca maior das Américas e a segunda do mundo.

## Transporte
Se pode acessar a suas instalações pela Rodovia Transístmica, pela nova estrada a qual reduz o tempo de viagem, por ar e mediante trens que transportam diariamente contêineres e passageiros de um a outro oceano.

## Aspectos tributários
Os dividendos que provêm de operações externas ou daquelas executadas no estrangeiro estão isentos de impostos.
Não há nenhum imposto de Inversão de Capital. Os impostos municipais ou locais no se aplicam a firmas que implantadas nela. Tão pouco há imposto sobre envios de nenhum tipo.